# Service des archives de l'île et états de Guernesey
 (août 2018).
Le Service des archives de l'île et états de Guernesey (States of Guernsey Island Archives) est un service d'archives d'État du bailliage de Guernesey, dans les îles Anglo-Normandes.
Ce « service des archives de l'île » a été créé le 23 juin 1986 pour fournir aux États de Guernesey, un service moderne de gestion des documents d'archives, mais aussi un lieu de conservation pour l'ensemble des archives publiques et administratives, ainsi que les fonds historiques et des archives privés.
Elles conservent notamment les archives définitives des États (le gouvernement) et de la Cour royale de Justice. Le greffier de sa Majesté transmet les documents à l'archiviste. À ce titre, l'archiviste de l'île porte le titre ès qualités d'Archiviste de la Cour royale pour les affaires touchant aux archives du greffe.
Depuis sa création, le service d'archives a reçu un nombre important de fonds en don ou en dépôts, de même qu'ont été acquis des pièces d'intérêt historique auprès des particuliers ou en salle des ventes.
La plupart des fonds historiques sont consultés par les historiens des anciennes familles guernesiaises. Ces archives sont heureusement complétées par le riche collection d'ouvrages historiques et généalogiques de la Bibliothèque Priaulx.
Ces archives sont situées à Saint-Barnabé, rue du Cornet, à Saint-Pierre-Port.